# Harry Maguire
Pour les articles homonymes, voir Maguire.
Jacob Harry Maguire, mieux connu sous le nom de Harry Maguire, né le 5 mars 1993 à Sheffield, est un footballeur international anglais qui évolue au poste de défenseur à Manchester United.

## Biographie

### En club
Harry Maguire fait ses débuts avec Sheffield United, le 12 avril 2011 lors d'un match contre Cardiff City en D2 anglaise. Le club se retrouve relégué en Division 3 au terme de la saison. Les deux saisons suivantes, il dispute toutes les rencontres de son équipe.
Le 13 novembre 2012, il fait ses débuts pour l'équipe d'Angleterre espoirs.
Le 29 juillet 2014, il rejoint Hull City.
Le 10 février 2015, il est prêté jusqu'à la fin de la saison à Wigan Athletic. Il prend part à seize rencontres avant de réintégrer l'effectif des Tigers l'été suivant.

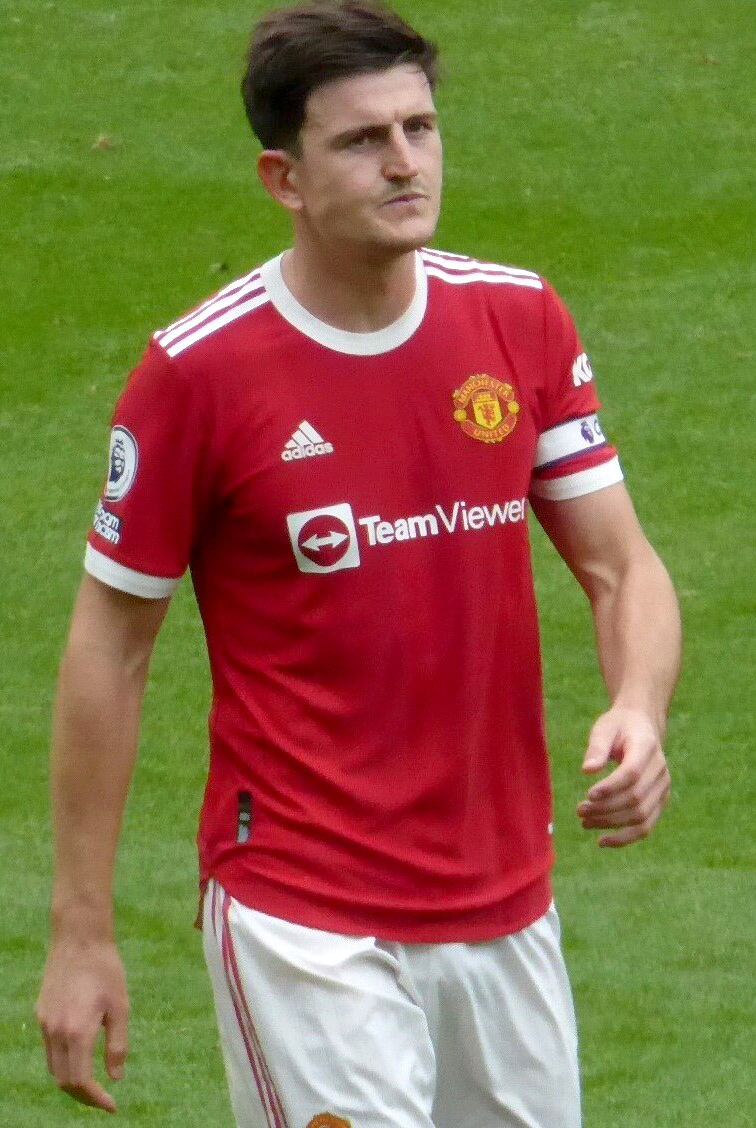
Maguire avec Manchester United en 2021.

Le 15 juin 2017, Maguire signe un contrat de cinq ans avec Leicester City, le transfert prenant effet le 1er juillet suivant. Le 11 août suivant, il dispute son premier match avec les Foxes face à Arsenal en Premier League (défaite 4-3). Le 19 août 2017, Maguire inscrit son premier but avec Leicester lors d'une rencontre de championnat contre Brighton & Hove (2-0).
Il réalise une première saison pleine avec Leicester puisqu'il prend part aux trente-huit matchs de Premier League.
Le 5 août 2019, Maguire signe un contrat de six saisons avec Manchester United. Son transfert, estimé à 87 millions d'euros, en fait le défenseur le plus cher de l'histoire. Il quitte donc Leicester City après avoir inscrit cinq buts en soixante-seize matchs toutes compétitions confondues en l'espace de deux saisons.
Six jours plus tard, il joue son premier match sous le maillot des Red Devils en étant titularisé à l'occasion de la première journée de Premier League contre Chelsea (victoire 4-0).
En janvier 2020, l'entraîneur Ole Gunnar Solskjær le désigne capitaine de Manchester United à la suite du départ d'Ashley Young.
En septembre 2020, à l'orée de la nouvelle saison, le manageur de Manchester United Ole Gunnar Solskjaer confirme Harry Maguire en tant que capitaine malgré ses déboires judiciaires en Grèce. « Il a très bien géré la situation et, bien sûr, je serai là pour le soutenir. Il sera notre capitaine. Nous allons laisser Harry et ses représentants s'occuper de la procédure. »
En juillet 2023, l'entraîneur Erik ten Hag décide de retirer le brassard de capitaine à Maguire.

### En sélection nationale
Le 8 octobre 2017, Maguire honore sa première sélection avec l'équipe d'Angleterre en étant titularisé face à la Lituanie (victoire 0-1).
Il fait partie des vingt-trois joueurs sélectionnés en équipe d'Angleterre pour disputer la Coupe du monde 2018.
Le 7 juillet 2018, Maguire marque son premier but avec la sélection anglaise lors du quart de finale du Mondial face à la Suède (victoire 0-2). Éliminés face à la Croatie en demi-finale (2-1 après prolongation), les Three Lions s'inclinent également lors du match pour la troisième place contre la Belgique (2-0). Convoqué pour disputer l'Euro 2020, il marque de nouveau en compétition officielle lors du 1/4 de finale opposant les anglais à l'Ukraine.
Le 10 novembre 2022, il est sélectionné par Gareth Southgate pour participer à la Coupe du monde 2022.

### Vie privée
Le 21 août 2020, Maguire est arrêté au cours d'une bagarre par la police grecque alors qu'il passe des vacances sur l'île de Mykonos. Il est accusé d'avoir frappé un policier avant de tenter d'en corrompre d'autres, il a été condamné à 21 mois de prison avec sursis.

## Statistiques

### En club
| Saison                | Club                  | Championnat           | Championnat | Championnat | Coupe(s) nationale(s) | Coupe(s) nationale(s) | Supercoupe | Supercoupe | Compétition(s) continentale(s) | Compétition(s) continentale(s) | Compétition(s) continentale(s) | Total | Total |
| Saison                | Club                  | Division              | M.          | B.          | M.                    | B.                    | M.         | B.         | Comp.                          | M.                             | B.                             | M.    | B.    |
| 2010-2011             | Sheffield United      | Championship          | 5           | 0           | 0                     | 0                     | -          | -          | -                              | -                              | -                              | 5     | 0     |
| 2011-2012             | Sheffield United      | League One            | 47          | 1           | 9                     | 0                     | -          | -          | -                              | -                              | -                              | 56    | 1     |
| 2012-2013             | Sheffield United      | League One            | 46          | 3           | 7                     | 2                     | -          | -          | -                              | -                              | -                              | 53    | 5     |
| 2013-2014             | Sheffield United      | League One            | 41          | 5           | 11                    | 1                     | -          | -          | -                              | -                              | -                              | 52    | 6     |
| Sous-total            | Sous-total            | Sous-total            | 139         | 9           | 27                    | 3                     | -          | -          | -                              | -                              | -                              | 166   | 12    |
| 2014-2015             | Hull City             | Premier League        | 3           | 0           | 2                     | 0                     | -          | -          | C3                             | 1                              | 0                              | 6     | 0     |
| 2015-2016             | Hull City             | Championship          | 24          | 0           | 9                     | 0                     | -          | -          | -                              | -                              | -                              | 33    | 0     |
| 2016-2017             | Hull City             | Premier League        | 29          | 2           | 7                     | 1                     | -          | -          | -                              | -                              | -                              | 36    | 3     |
| Sous-total            | Sous-total            | Sous-total            | 56          | 2           | 18                    | 1                     | -          | -          | -                              | 1                              | 0                              | 75    | 3     |
| 2014-2015             | Wigan Athletic (prêt) | Championship          | 16          | 1           | 0                     | 0                     | -          | -          | -                              | -                              | -                              | 16    | 1     |
| 2017-2018             | Leicester City        | Premier League        | 38          | 2           | 6                     | 0                     | -          | -          | -                              | -                              | -                              | 44    | 2     |
| 2018-2019             | Leicester City        | Premier League        | 31          | 3           | 1                     | 0                     | -          | -          | -                              | -                              | -                              | 32    | 3     |
| Sous-total            | Sous-total            | Sous-total            | 69          | 5           | 7                     | 0                     | -          | -          | -                              | -                              | -                              | 76    | 5     |
| 2019-2020             | Manchester United     | Premier League        | 38          | 1           | 8                     | 2                     | -          | -          | C3                             | 9                              | 0                              | 55    | 3     |
| 2020-2021             | Manchester United     | Premier League        | 34          | 2           | 7                     | 0                     | -          | -          | C1+C3                          | 5+6                            | 0+0                            | 52    | 2     |
| 2021-2022             | Manchester United     | Premier League        | 30          | 1           | 1                     | 0                     | -          | -          | C1                             | 6                              | 1                              | 37    | 2     |
| 2022-2023             | Manchester United     | Premier League        | 16          | 0           | 8                     | 0                     | -          | -          | C3                             | 7                              | 0                              | 31    | 0     |
| 2023-2024             | Manchester United     | Premier League        | 22          | 2           | 5                     | 1                     | -          | -          | C1                             | 4                              | 1                              | 31    | 4     |
| 2024-2025             | Manchester United     | Premier League        | 27          | 1           | 4                     | 1                     | 1          | 0          | C3                             | 8                              | 2                              | 40    | 4     |
| 2025-2026             | Manchester United     | Premier League        | 1           | 0           | -                     | -                     | -          | -          | -                              | -                              | -                              | 1     | 0     |
| Sous-total            | Sous-total            | Sous-total            | 168         | 7           | 33                    | 4                     | 1          | 0          | -                              | 45                             | 4                              | 247   | 15    |
| Total sur la carrière | Total sur la carrière | Total sur la carrière | 448         | 24          | 85                    | 8                     | 1          | 0          | -                              | 46                             | 4                              | 580   | 36    |

### En sélection
| Années                | Sélection             | Phases finales              | Phases finales | Phases finales | Phases finales | Éliminatoires | Éliminatoires | Éliminatoires | Éliminatoires | Amicaux | Amicaux | Amicaux | Autres compétitions | Autres compétitions | Autres compétitions | Autres compétitions | Total | Total | Total |
| Années                | Sélection             | Comp.                       | M.             | B.             | P.d.           | Comp.         | M.            | B.            | P.d.          | M.      | B.      | P.d.    | Comp.               | M.                  | B.                  | P.d.                | M.    | B.    | P.d.  |
| --------------------- | --------------------- | --------------------------- | -------------- | -------------- | -------------- | ------------- | ------------- | ------------- | ------------- | ------- | ------- | ------- | ------------------- | ------------------- | ------------------- | ------------------- | ----- | ----- | ----- |
| 2017                  | Angleterre            | -                           | -              | -              | -              | CdM 2018      | 1             | 0             | 0             | 2       | 0       | 0       | -                   | -                   | -                   | -                   | 3     | 0     | 0     |
| 2018                  | Angleterre            | Coupe du monde 2018         | 7              | 1              | 1              | -             | -             | -             | -             | 3       | 0       | 0       | LdN                 | 3                   | 0                   | 0                   | 13    | 1     | 1     |
| 2019                  | Angleterre            | Ligue des nations 2018-2019 | 2              | 0              | 0              | Euro 2020     | 8             | 0             | 0             | -       | -       | -       | -                   | -                   | -                   | -                   | 10    | 0     | 0     |
| 2020                  | Angleterre            | -                           | -              | -              | -              | -             | -             | -             | -             | 1       | 1       | 0       | LdN                 | 3                   | 0                   | 0                   | 4     | 1     | 0     |
| 2021                  | Angleterre            | Euro 2020                   | 5              | 1              | 0              | CdM 2022      | 6             | 4             | 0             | -       | -       | -       | -                   | -                   | -                   | -                   | 11    | 5     | 0     |
| 2022                  | Angleterre            | Coupe du monde 2022         | 5              | 0              | 1              | -             | -             | -             | -             | 1       | 0       | 0       | LdN                 | 6                   | 0                   | 0                   | 12    | 0     | 1     |
| 2023                  | Angleterre            | -                           | -              | -              | -              | Euro 2024     | 8             | 0             | 0             | 1       | 0       | 0       | -                   | -                   | -                   | -                   | 9     | 0     | 0     |
| 2024                  | Angleterre            | Euro 2024                   | -              | -              | -              | -             | -             | -             | -             | 1       | 0       | 0       | LdN                 | 1                   | 0                   | 0                   | 2     | 0     | 0     |
| Total sur la carrière | Total sur la carrière | Total sur la carrière       | 19             | 2              | 2              | -             | 23            | 4             | 0             | 9       | 1       | 0       | -                   | 13                  | 0                   | 0                   | 64    | 7     | 2     |

#### Matchs internationaux
Le tableau suivant liste les rencontres de l'équipe d'Angleterre dans lesquelles Harry Maguire a été sélectionné depuis le 8 octobre 2017 jusqu'à présent :

#### Buts internationaux
| Buts internationaux d'Harry Maguire | Buts internationaux d'Harry Maguire | Buts internationaux d'Harry Maguire | Buts internationaux d'Harry Maguire | Buts internationaux d'Harry Maguire | Buts internationaux d'Harry Maguire | Buts internationaux d'Harry Maguire | Buts internationaux d'Harry Maguire | Buts internationaux d'Harry Maguire |
| 0                                   | Date                                | Lieu                                | Compétition                         | Résultat                            | Adversaire                          | Détail                              | Détail                              | Sél.                                |
| ----------------------------------- | ----------------------------------- | ----------------------------------- | ----------------------------------- | ----------------------------------- | ----------------------------------- | ----------------------------------- | ----------------------------------- | ----------------------------------- |
| 1er                                 | 7 juillet 2018                      | Samara Arena, Samara                | Coupe du monde 2018                 | 0 - 2                               | Suède                               | 30e                                 | 0 - 1                               | 10e                                 |
| 2e                                  | 12 novembre 2020                    | Stade de Wembley, Londres           | Match amical                        | 3 - 0                               | Irlande                             | 18e                                 | 1 - 0                               | 29e                                 |
| 3e                                  | 31 mars 2021                        | Stade de Wembley, Londres           | Éliminatoires CDM 2022              | 2 - 1                               | Pologne                             | 85e                                 | 2 - 1                               | 32e                                 |
| 4e                                  | 3 juillet 2021                      | Stade olympique, Rome               | Championnat d'Europe 2020           | 0 - 4                               | Ukraine                             | 46e                                 | 0 - 2                               | 35e                                 |
| 5e                                  | 2 septembre 2021                    | Stade Ferenc-Puskás, Budapest       | Éliminatoires CDM 2022              | 0 - 4                               | Hongrie                             | 69e                                 | 0 - 3                               | 38e                                 |
| 6e                                  | 12 novembre 2021                    | Stade de Wembley, Londres           | Éliminatoires CDM 2022              | 5 - 0                               | Albanie                             | 9e                                  | 1 - 0                               | 40e                                 |
| 7e                                  | 15 novembre 2021                    | Stade de Saint-Marin, Serravalle    | Éliminatoires CDM 2022              | 0 - 10                              | Saint-Marin                         | 6e                                  | 0 - 1                               | 41e                                 |

## Palmarès

### En club
| Manchester United (2) |
| --- |
| - Premier League (0) : - Vice-champion en 2021 - Coupe d'Angleterre (1) : - Vainqueur en 2024 - Coupe de la Ligue (1) : - Vainqueur en 2023 - Community Shield (0) : - Finaliste en 2024 - Ligue Europa (0) : - Finaliste en 2021 et 2025 |

### En sélection nationale
| Angleterre (0)                                   |
| ------------------------------------------------ |
| - Championnat d'Europe (0) : - Finaliste en 2020 |

### Distinctions personnelles
- Membre de l'équipe-type de D3 anglaise en 2012, 2013 et 2014.
- Membre de l’équipe type de l’Europa League en 2020-2021
- Membre de l’équipe type de l’Euro 2020
- Joueur du mois de Premier League en novembre 2023